# Долина Павло Трохимович
Павло Трохимович Долина (Попиков, 12 листопада 1888, Київ — 15 вересня 1955, Київ) — український актор, режисер.

## Життєпис
Народився 12 листопада 1888 р. у с. Мишеловці Київської області в селянській родині. Закінчив акторський факультет Театрального училища Київського товариства мистецтва і літератури (1918). Працював у театрах Саратова, Батумі, Києва (1919—1925).
Викладав в Одеському державному технікумі кінематографії.
1918—1919 — актор, режисер Молодого театру Леся Курбаса.
1920—1921 — працює в театрі «Кийдрамте».
1921 року Павло Трохимович організував пересувний театр «Каменярі», де працював режисером і художнім керівником.
1922—1927 — працює в театрі «Березіль».
Працював режисером на Одеській (1925—1929) і Київській (1929—1940) кіностудіях, потім — на «Техфільмі» (1940—1945, Київ, Ташкент).
У 1947—1955 рр. — був директором Київського музею театрального мистецтва. У Києві мешкав у будинку письменників Роліт.
Помер 15 вересня 1955 р. в Києві.

## Фільмографія

### Акторські роботи
1. 1924 — «Макдональд» — італійський журналіст
2. 1925 — «Арсенальці» — старий робітник
3. 1933 — «Любов»

### Помічник / асистентом режисера
1. 1926 — «Гамбург»
2. 1926 — «Тарас Трясило»

### Режисерські роботи
1. 1926 — «Чортополох»
2. 1928 — «Буря»
3. 1929 — «В заметах»
4. 1929 — «Новими шляхами»
5. 1930 — «Секрет рапіда»
6. 1930 — «Чорні дні»
7. 1931 — «Чатуй»
8. 1932 — «Свято Унірі»